# نانانو

نانانو شهری در شهرستان فارا در استان باله در بورکینافاسوی جنوبی است و جمعیت آن ۱۸۷۰ نفر است.